# Teng Yi
Teng Yi (* 1964) ist ein chinesischer Tischtennisspieler, der in den 1980er Jahren vier Titel bei der Asienmeisterschaft gewann, Mannschaftsweltmeister wurde und beim World Cup siegte.

## Werdegang
Von 1985 bis 1989 nahm Teng Yi an vier Weltmeisterschaften teil. Dabei holte er mit der chinesischen Mannschaft 1987 Gold und 1989 Silber. 1989 stand er zudem mit Hui Jun im Halbfinale des Doppelwettbewerbs. 1984 und 1986 war er bei Asienmeisterschaften vertreten. Beide Male holte er mit der Mannschaft und im Doppel (1984 mit Xie Saike, 1986 mit Hui Jun) den Titel. 1986 erreichte er zudem im Einzel das Endspiel, das er gegen Jiang Jialiang verlor. Bei den Asienspielen wurde er 1986 im Doppel mit Hui Jun und im Mixed mit Dai Lili Erster. 1987 gewann er den World Cup in Macao (China).
In der ITTF-Weltrangliste belegte Teng Yi Ende 1986 Platz drei.
1989 wechselte Teng Yi zum schwedischen Verein Söderhamns SF. 2000 wurde er vom TTC Jülich als Trainer verpflichtet.

## Turnierergebnisse
| Verband | Veranstaltung           | Jahr | Ort       | Land | Einzel     | Doppel     | Mixed         | Team |
| ------- | ----------------------- | ---- | --------- | ---- | ---------- | ---------- | ------------- | ---- |
| CHN     | Asienmeisterschaft ATTU | 1986 | Shenzhen  | CHN  | Silber     | Gold       | Halbfinale    | 1    |
| CHN     | Asienmeisterschaft ATTU | 1984 | Islamabad | PAK  |            | Gold       |               | 1    |
| CHN     | Asian Cup               | 1987 | Seoul     | KOR  | 1          |            |               |      |
| CHN     | Asian Cup               | 1985 | Singapur  | SIN  | 3          |            |               |      |
| CHN     | Asienspiele             | 1986 | Seoul     | KOR  |            | Gold       | Gold          | 2    |
| CHN     | Weltmeisterschaft       | 1989 | Dortmund  | FRG  | letzte 64  | Halbfinale | Viertelfinale | 2    |
| CHN     | Weltmeisterschaft       | 1987 | New Delhi | IND  | Halbfinale | letzte 32  | letzte 16     | 1    |
| CHN     | Weltmeisterschaft       | 1985 | Göteborg  | SWE  | Halbfinale | letzte 16  | Viertelfinale |      |
| CHN     | World Cup               | 1987 | Macao     | CHN  | Gold       |            |               |      |